# Høst med mejetærsker
Høst med mejetærsker er en dansk dokumentarfilm fra 1968.

## Handling
En gennemgang af mejetærskerens opbygning og funktioner samt maskinens rigtige brug og pasning.